# Уильямс, Дейв
Дэ́вид Уи́льямс (англ. David W. Williams; 29 февраля 1972 — 14 августа 2002), более известный как Дейв «Stage» Уи́льямс — американский певец, вокалист группы Drowning Pool. Музыкальная карьера началась в 1990-х годах, когда он выступал в клубах Далласа. В 1999 году присоединился к Drowning Pool и записал с ними альбом Sinner.

## Биография
Дейв родился в городе Уайт-Плейнс, штат Нью-Йорк. Отца звали Чарльз Эдвард (англ. Charles Edward), а мать — Джо-Энн Уильямс (англ. Jo-Ann Williams). Позже семья переехала в Принстон, штат Техас. В 90-х годах он миксовал в довольно известных клубах Далласа. В 1999 году он стал вокалистом музыкального коллектива Drowning Pool. Группа выпустила свой первый полнометражный альбом «Sinner» 5 июня 2001 года.
Несмотря на искреннюю любовь к тяжёлой музыке и жёсткому образу на сцене, Дейв был известен как человек крайне положительный и дружелюбный. Слова, сказанные на его похоронах друзьями и коллегами из группы Drowning Pool, подтверждали это. «Он всегда дарил подарки на праздники и был очень дружелюбен, особенно к своим фэнам». Такие слова были сказаны его коллегами.

## Смерть
14 августа 2002 года Дейв умер в возрасте 30 лет. Он был найден мёртвым в гастрольном автобусе группы, во время их американского тура в рамках фестиваля Ozzfest. В заключении судебно-медицинской экспертизы сказано, что смерть певца была вызвана кардиомиопатией (болезнь сердечной мышцы).
Публичные похороны были проведены в городе Плейно, 18 августа в 10:00 утра по местному времени. Тогда же был выпущен DVD под названием «Sinema», посвящённый жизни и творчеству Дейва Уильямса. Мечтой Дейва перед смертью было купить дом родителям. Деньги, собранные с продаж «Sinema», помогли осуществить его мечту.
Музыкальное сообщество Далласа посвятило Дейву Уильямсу музыкальный фестиваль под названием «Stage Fest». «Stage Fest», прошедший во вторник, 14 августа 2007 года, во время пятой годовщины смерти Дейва, в районе Далласа Deep Ellum прошёл в таких клубах как Club Dada, The Curtain Club, The Liquid Lounge, The Darkside Lounge, Red Blood Club, Reno’s Chop Shop и Tomcat’s.
Дейву Уильямсу группа Sevendust посвятила свой четвёртый студийный альбом Seasons.
Микрофон Дейва был подарен вокалисту Ill Niño Кристиану Мачадо.

## Дискография

### Студийные альбомы
- Sinner (2001)

### Синглы
- Bodies (2001)
- Tear Away (2002)
- Sinner (2002)